# Three Friends (album)
Pour les articles homonymes, voir Three Friends.
Albums de Gentle Giant
Acquiring the Taste
(1971) Octopus
(1972)
Three Friends est le troisième album studio du groupe rock progressif britannique Gentle Giant. Paru en 1972, il s'agit de leur premier album-concept. Il raconte l'histoire de trois amis d'enfance qui suivent des chemins bien différents au gré de leurs cheminements respectifs, mais aucun des trois n'étant vraiment satisfaits de leur vie loin des autres, décident de se retrouver afin d'être plus forts face à l'avenir et, ainsi, atteindre leur but plus facilement. 
Cette traduction origine de l'article Wikipedia anglophone consacré à l'album Three Friends de Gentle Giant. 

## Historique
Ce fut leur premier album qu'ils produisirent eux-mêmes, les deux précédents ayant été produits par Tony Visconti, le producteur de T. Rex et David Bowie. Ce serait aussi le seul et unique album avec le batteur Malcolm Mortimore qui fut remplacé sur l'album suivant Octopus de 1972 par John Weathers. 
Le solo de guitare de Gary Green dans la chanson Peel the paint utilise un Echoplex appartenant au claviériste Mike Ratledge, car le frère de Gary, Jeff Green était roadie pour Soft Machine et il lui avait emprunté pour l'occasion.

## Liste des titres
Toutes les chansons sont de Shulman, Shulman, Shulman et Minnear.
1. Prologue - 6:12
2. Schooldays - 7:33
3. Working All Day - 5:07
4. Peel the Paint - 7:25
5. Mister Class and Quality? - 5:51
6. Three Friends - 3:00

## Musiciens
- Derek Shulman - Chant (3-6)
- Gary Green - Guitare électrique (1-6), mandoline 2), tambourin (2, 5)
- Kerry Minnear - Orgue Hammond (1, 3-6), piano (1, 2, 5), piano électrique (2, 3, 5), Mellotron (2, 6), Mini Moog (1, 4, 6), Clavinet (2, 3) clavecin électrique Baldwin (2), vibraphone (2), bongos (2), triangle (2), chant (2, 6)
- Phil Shulman – Saxophone ténor (1, 3, 4), saxophone baryton (1, 3), chant (1, 2, 4, 6)
- Ray Shulman - Basse, basse fuzz (1), violon (4), violon électrique (5), guitare 12 cordes (1), chant (6)
- Malcolm Mortimore - Batterie, caisse claire (2), charleston (2), grosse caisse (2)

## Personnel additionnel
- Calvin Shulman : Voix enfantine sur Schooldays

## Production
- Martin Rushent : Ingénieur
- Rick Breach : Dessin de la pochette
- Gentle Giant : Production